# McLeod-Massiv
Das McLeod-Massiv ein großes und 612 m hohes Massiv im ostantarktischen Mac-Robertson-Land. Im östlichen Teil der Aramis Range der Prince Charles Mountains ragt es unmittelbar südlich des Manning-Massivs auf.
Vermessungen und Luftaufnahmen der Australian National Antarctic Research Expeditions (ANARE) dienten seiner Kartierung. Wissenschaftler dieser Forschungsreihe besuchten das Massiv erstmals im Jahr 1969. Das Antarctic Names Committee of Australia (ANCA) benannte es nach Ian Roderick McLeod (* 1931), der 1969 und 1970 ANARE-Mannschaften zur geologischen Erkundung der Prince Charles Mountains geleitet hatte.